# Pseudepicausta chalybea
Pseudepicausta chalybea är en tvåvingeart som först beskrevs av Carl Ludwig Doleschall 1858.  Pseudepicausta chalybea ingår i släktet Pseudepicausta och familjen bredmunsflugor. Inga underarter finns listade i Catalogue of Life.